# 1824 en science
| Années de la science : 1821 - 1822 - 1823 - 1824 - 1825 - 1826 - 1827    |
| Décennies de la science : 1790 - 1800 - 1810 - 1820 - 1830 - 1840 - 1850 |

Cet article présente les faits marquants de l'année 1824 en science.

## Événements
- Janvier, Février-mars, mai : Jean-Louis Prevost et Jean-Baptiste Dumas publient trois Mémoires sur la génération dans les Annales des Sciences naturelles[1] qui mettent en évidence le rôle fécondant des spermatozoïdes qui ne sont pas des infusoires ou des parasites comme on le pensait antérieurement[2].

- 5 février : création à Philadelphie du Franklin Institute[3].

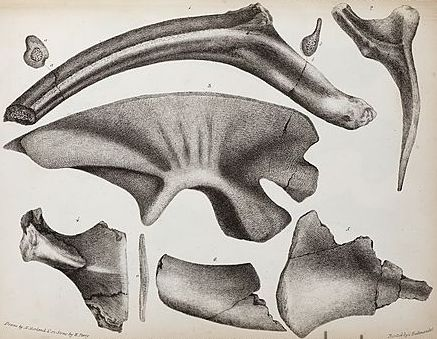
Os de Megalosaurus dessinés par Mary Buckland, 1824.

- 20 février : William Buckland lit son mémoire sur le Megalosaurus ou grand lézard fossile de Stonesfield, près d'Oxford devant la Société géologique de Londres[4]. Il est le premier à nommer et décrire scientifiquement le fossile d'un dinosaure[5].

- 2 mars : départ de Brest de la frégate Thétis et de la corvette L’Espérance pour un voyage autour du monde dirigé par Hyacinthe de Bougainville achevé en juin 1826[6].

- 14 juin : le physicien français Sadi Carnot présente son ouvrage Réflexions sur la puissance motrice du feu et sur les machines propres à développer cette puissance à l'Académie des sciences, présentation complétée par un compte-rendu de Pierre-Simon Girard le 26 juillet[7]. Il y jette les bases du second principe de la thermodynamique[8] et étudie scientifiquement l'efficacité des machines à vapeur[9].
- 26 juin : premiers cours de « chimie appliquée aux arts et aux manufactures » par Frédéric Kuhlmann, dans une démarche précoce d'application des sciences à l'industrie, rue du Lombard, à Lille[10].

- 21 octobre : Joseph Aspdin de Leeds reçoit un brevet pour le ciment Portland[11].
- Octobre : Joseph Fourier publie dans les Annales de chimie et de physique ses Remarques générales sur les températures du globe terrestre et des espaces planétaires[12]. Il émet l'hypothèse de la relation entre la température de la surface terrestre et la présence de l'atmosphère qui empêche la chaleur de s'échapper vers l'espace (effet de serre)[13].

- Le chimiste suédois Jöns Jacob Berzelius isole le zirconium[14].
- Le scientifique britannique William Sturgeon invente un électroaimant[15].
- Niels Henrik Abel rédige une démonstration presque complète du théorème d'Abel dans un article intitulé Mémoire sur les équations algébriques, où l'on démontre l'impossibilité de la résolution de l'équation générale du cinquième degré[16].
- Nicéphore Niépce réussit à fixer l’image de la chambre noire en la projetant sur une lame enduite de bitume de Judée puis traité à l’essence de lavande (héliographie)[17].

- Franz von Paula Gruithuisen suggère que les cratères lunaires sont formés par des impacts de météorites[18].
- Louis Braille, âgé de quinze ans, conçoit son système d'écriture tactile pour aveugle à partir d'une combinaison possible de six points en relief, le braille, à partir du système Barbier[19].

## Publications

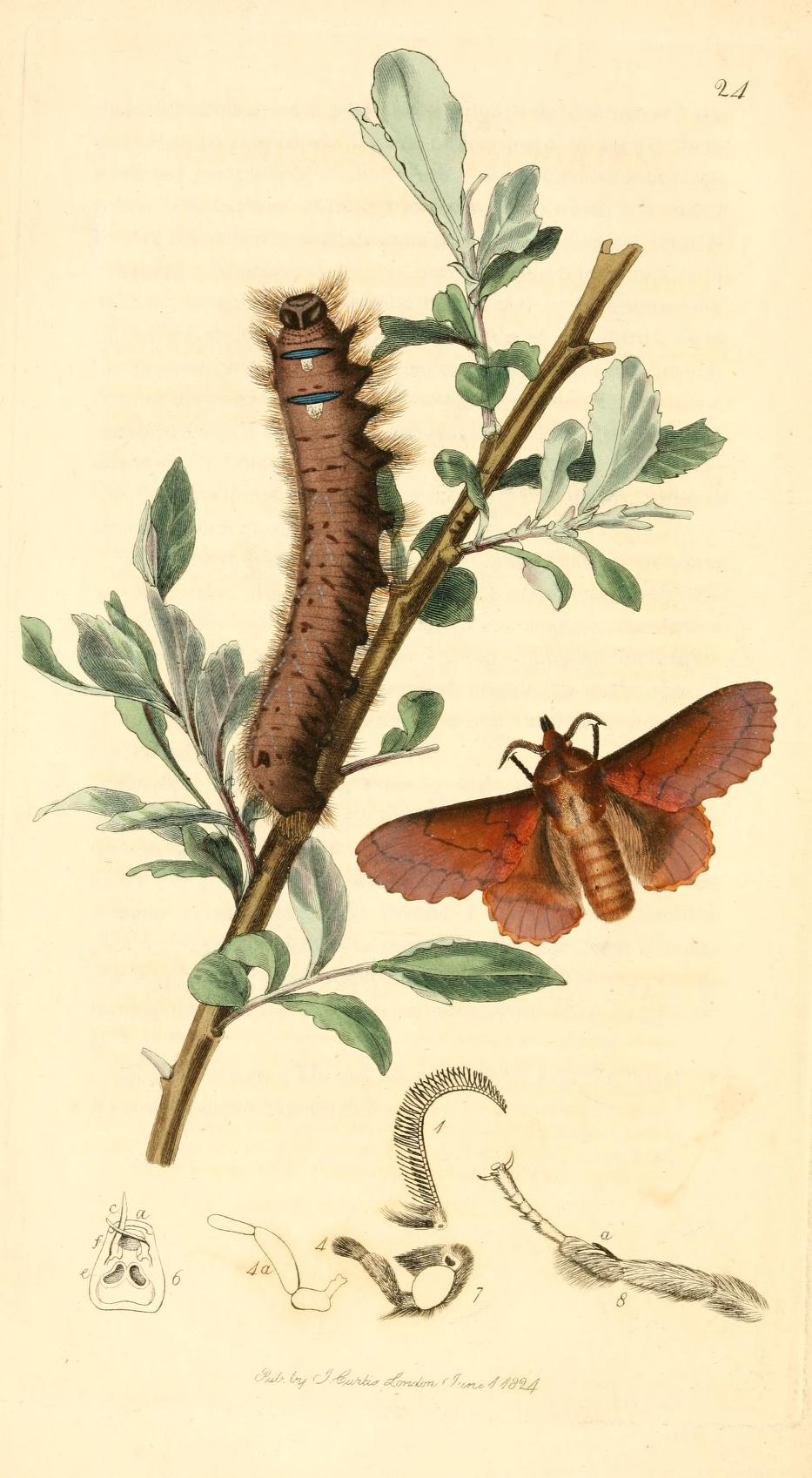
Planche de la British Entomology' de 'John Curtis.

- Sadi Carnot : Réflexions sur la puissance motrice du feu et sur les machines propres à développer cette puissance.
- John Curtis : British Entomology (1824-1839).
- Franz von Paula Gruithuisen : Entdeckung vieler deutlicher Spuren der Mondbewohner, besonders eines colossalen Kunstgebäudes derselben (Découverte de plusieurs traces distinctes d'habitants de la Lune, notamment l'une de leurs constructions colossales).
- William Pearson : Introduction to Practical Astronomy, (Introduction à l'astronomie pratique), vol. 1.
- Thomas Say : American Entomology, or Descriptions of the Insects of North America, vol. 1.

## Prix
- Médailles de la Royal Society
  - Médaille Copley : John Brinkley
  - Médaille Rumford : Augustin-Jean Fresnel

## Naissances

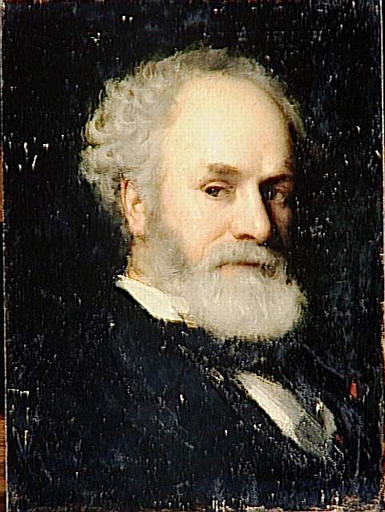
Jules Janssen

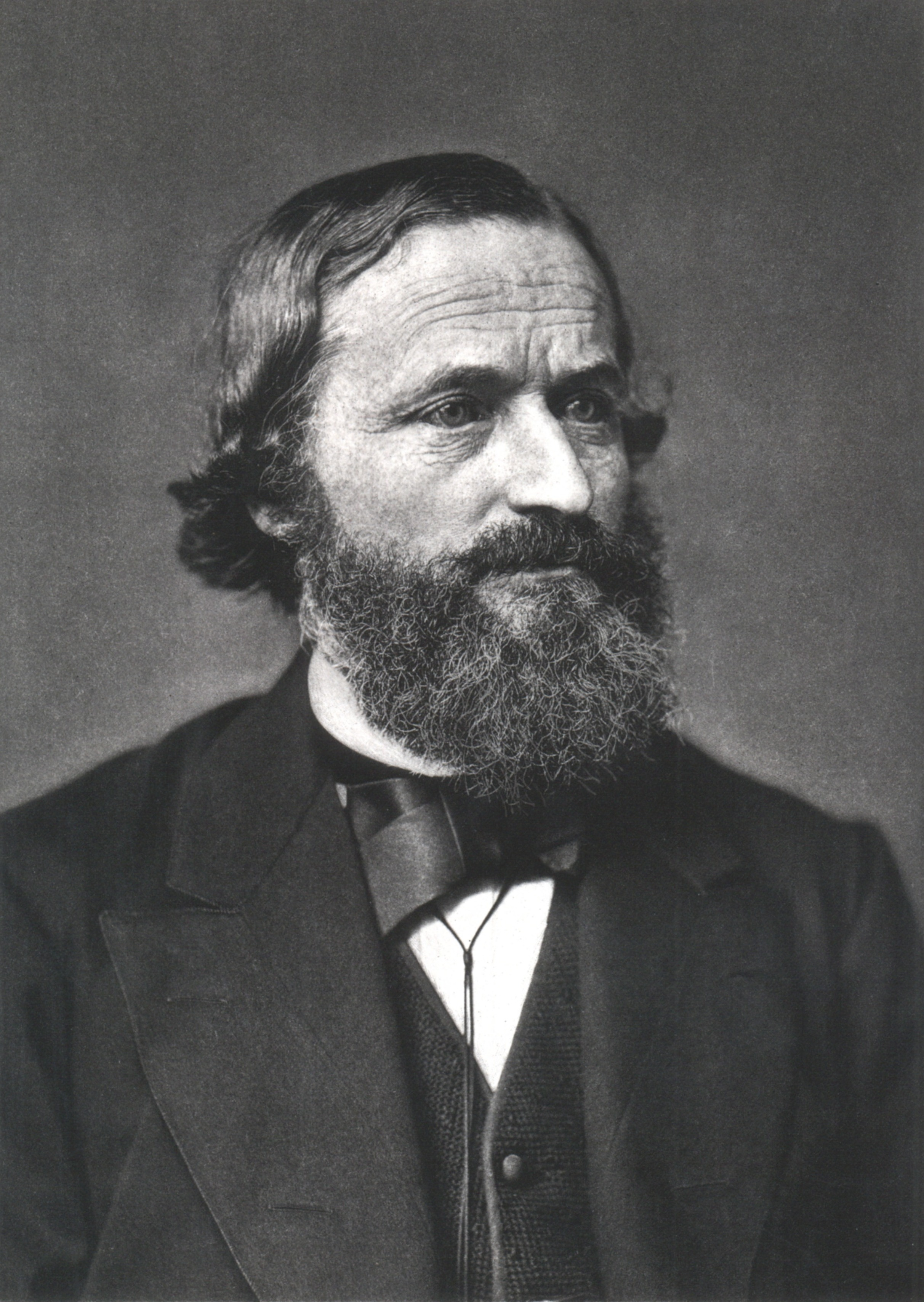
Gustav Kirchhoff

- 7 février : William Huggins (mort en 1910), astronome britannique.
- 22 février : Jules Janssen (mort en 1907), astronome français.
- 12 mars : Gustav Kirchhoff (mort en 1887), physicien allemand.
- 22 mars : Charles Pfizer (mort en 1906), chimiste allemand.
- 23 mars : Georges Ville (mort en 1897), agronome français.
- 27 mars : Johann Wilhelm Hittorf (mort en 1914), physicien et chimiste allemand.
- 20 avril :
  - Peter Martin Duncan, (mort en 1891), paléontologue et zoologiste britannique.
  - Jules Marcou (mort en 1898), géologue franco-américanosuisse.
- 1er mai : Alexander William Williamson (mort en 1904), chimiste britannique.
- 23 juin : Zacharias Dase (mort en 1861), calculateur prodige allemand.
- 26 juin : William Thomson (Lord Kelvin) (mort en 1907), physicien britannique (thermodynamique).
  - 28 juin : Paul Broca (mort en 1880), médecin anatomiste et anthropologue français.
- 26 juillet : Alfred Richard Cecil Selwyn (mort en 1902), géologue britannique.
- 29 août : Louis Édouard Gourdan de Fromentel (mort en 1901), paléontologue français.
- 21 septembre : Toussaint Loua (mort en 1907), statisticien français.
- 27 septembre : Benjamin Apthorp Gould (mort en 1896), astronome américain.
- 7 octobre : Lorenzo Respighi (mort en 1889), astronome et mathématicien italien.
- 9 novembre : Arthur Hay (mort en 1878), militaire et ornithologue écossais.
- 21 novembre : Hieronimus Theodor Richter (mort en 1898), chimiste allemand.

## Décès

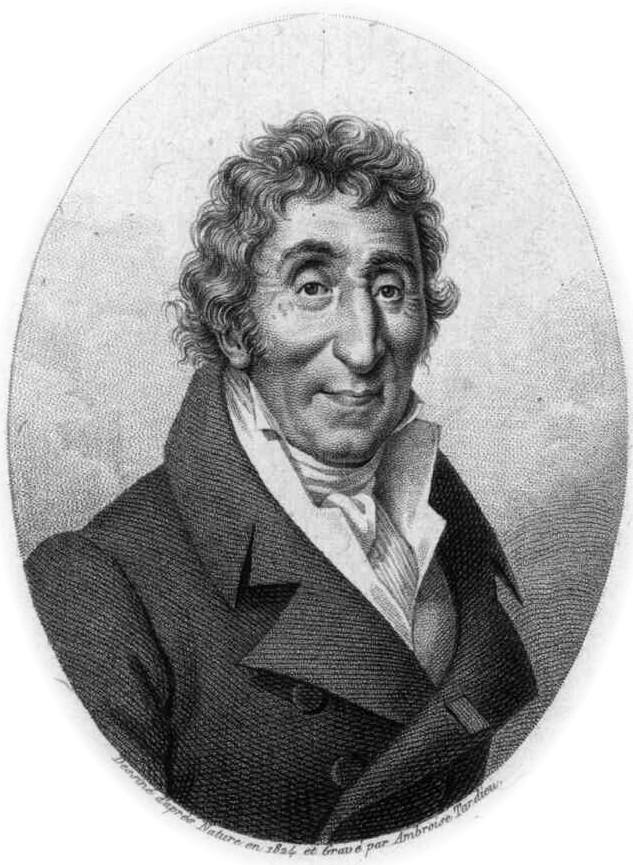
André Thouin

- 19 janvier : Pietro Moscati (né en 1739), médecin et homme politique italien.
- 29 janvier : Jacques-Joseph Juge de Saint-Martin (né en 1743), agronome français.

- 23 février : Blasius Merrem (né en 1761), zoologiste allemand.

- 7 mars : Ludwig Wilhelm Gilbert (né en 1769), scientifique et professeur allemand.

- 3 septembre : Georges Louis Marie Dumont de Courset (né en 1746), botaniste et agronome français.
- 9 septembre : Balthazar Georges Sage (né en 1740), chimiste et minéralogiste français.

- 27 octobre : André Thouin (né en 1747), botaniste et agronome français.
- Octobre : Charles-Pierre Lombard (né en 1743), apiculteur français.
- 18 novembre : François Levaillant (né en 1753), explorateur, collectionneur et ornithologue français.

- 21 décembre : James Parkinson (né en 1755), médecin, géologue et paléontologue britannique.